# تفاخر

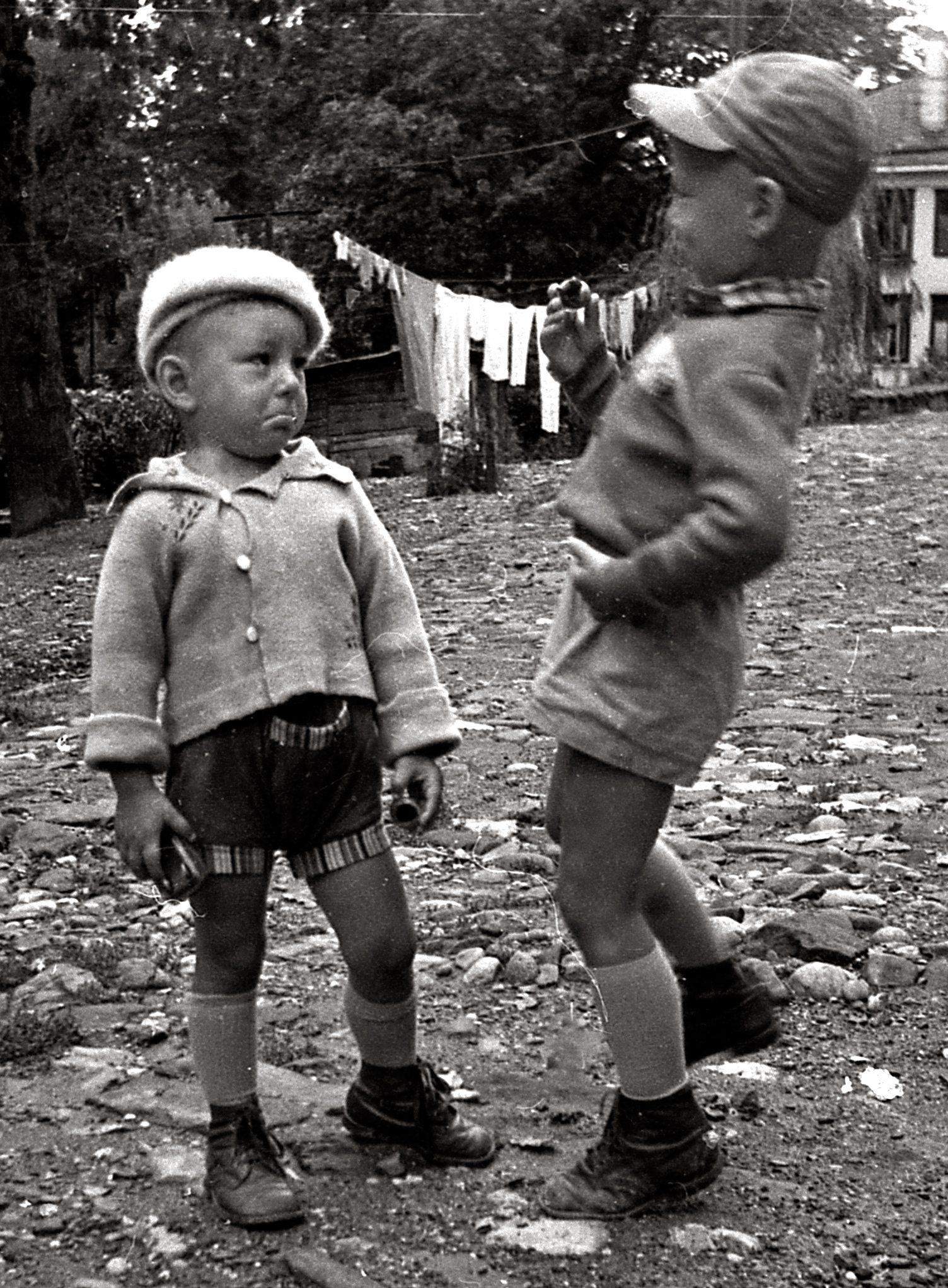

التفاخر أو التباهي هو القيام بتصرف استعراضي. وهو يعتبر رذيلة بالنسبة للمجموعات الدينية الرئيسية مثل الإسلام والهندوسية والبوذية. لقد تمت أيضًا دراسة التفاخر من قبل علماء النفس التطوري مثل روبرت رايت، ويمكن أن يشتمل على المبالغة في أحد الإنجازات بما يفوق أهميتها.

## أصل الكلمة

### الإنجليزية
من المحتمل أن تكون الكلمة مشتقة من كلمة bréag في اللغة الأيرلندية، والتي تنطق b'ríǒg، وتعني كذب أو مبالغة أو مكر أو خداع. وبالمثل فإن الاسم «متفاخر» قد يكون مشتقًا من الكلمة الأيرلندية bréagóir، والتي تعني كاذب أو متملق أو مخادع أو مُبالِغ. ويتم التعبير عنه في استخدامه الحالي في التفاخر أو المجاملة ويمكن بسهولة أن يرجع تاريخه إلى أبيات سكالد وبالتحديد الشاعر الإسكالدي براجي بوداسون الذي استخدم صيغة الكناية للتعبير عن أفعال الآلهة. ومع مرور الوقت وعبر اللهجات تم حذف حرف (i) وأصبحت الكلمة التباهي (brag) بدلاً من (Bragi).